# Якобссон, Андреас
Андреас Якобссон (швед. Andreas Jakobsson; 6 октября 1972, Лунд) — шведский футболист, играл на позициях центрального защитника или опорного полузащитника.

## Карьера

### Клубы
Начал карьеру профессионального футболиста в клубе «Ландскруна» БоИС. В 1993 году помог ему выйти в Аллсвенскан. В следующем сезоне «Ландскруна» заняла 13-е, предпоследнее место в высшей лиге и выбыла обратно в Дивизион 1; Якобссон перешёл в «Хельсингборг». В сезоне-1995 клуб впервые за 40 лет занял второе место в Аллсвенскан. В сезонах-1996 и 1998 Якобссон сыграл во всех матчах «Хельсингборга» в чемпионате. Летом 2000 года перешёл в германский клуб «Ганза» Росток. В сезоне 2000/01 клуб занял 12-е место в Бундеслиге (причём Якобссон сыграл во всех 34-х матчах), в следующем следующем сезоне — 14-е, ещё через год — 13-е. После этого Якобссон перешёл в датский «Брондбю». Помог клубу выйти в 1/16 финала Кубка УЕФА, забив 2 гола в ворота «Шальке-04». Якобссоном интересовался английский клуб «Ипсвич Таун», но швед отказался.
31 августа 2004 года Якобссон перешёл в английский «Саутгемптон» за 1,8 млн евро. Сезон в Англии получился неудачным: «Саутгемптон» занял 20-е, последнее место в Премьер-лиге и выбыл в Чемпионат лиги, но дошёл до четвертьфинала кубка Англии. После этого Якобссон вернулся в «Хельсингборг». Помог клубу сначала попасть в Кубок УЕФА 2007/08, а затем выйти в плей-офф. По окончании сезона-2007, в котором Якобссон сыграл во всех матчах «Хельсингборга» в чемпионате, завершил карьеру профессионального футболиста. В 2008 году играл за любительский клуб «Свалёв».

### Сборная
Дебютировал в сборной Швеции 28 февраля 1996 года в товарищеском матче против Австралии. Стал основным центральным защитником сборной перед Чемпионатом мира 2002, когда Якобссону пришлось заменять травмированного Патрика Андерссона. На том чемпионате Якобссон провёл все 4 игры сборной Швеции без замен. На Чемпионате Европы 2004 также сыграл все 4 матча без замен и составлял связку с Улофом Мельбергом; благодаря им Швеция пропустила всего 3 гола. После Евро-2004 завершил выступления за сборную.
Голы Якобссона за национальную сборную:
| Дата            | Тип матча | Соперник   | Счёт после гола | Итоговый счёт |
| --------------- | --------- | ---------- | --------------- | ------------- |
| 6 сентября 2003 | ОЧЕ       | Сан-Марино | 2:0             | 5:0           |
| 5 июня 2004     | ТМ        | Польша     | 2:0             | 3:1           |

ОЧЕ — отборочный матч Евро-2004, ТМ — товарищеский матч

## Достижения
- Чемпион Швеции: 1999
- Обладатель Кубка Швеции (дважды): 1998, 2006
- Чемпион Дании 2004/05